# Parlasco
Parlasco is een gemeente in de Italiaanse provincie Lecco (regio Lombardije) en telt 147 inwoners (31-12-2004). De oppervlakte bedraagt 3,0 km², de bevolkingsdichtheid is 73 inwoners per km².

## Demografie
Parlasco telt ongeveer 67 huishoudens. Het aantal inwoners steeg in de periode 1991-2001 met 9,8% volgens cijfers uit de tienjaarlijkse volkstellingen van ISTAT.
| Jaar | Inwoneraantal |
| ---- | ------------- |
| 1991 | 133           |
| 2001 | 146           |

## Geografie
Parlasco grenst aan de volgende gemeenten: Bellano, Esino Lario, Perledo, Taceno, Vendrogno.